# 青岛第九中学
山东省青岛第九中学，简称青岛九中，是位于中国山东省青岛市的一所全日制普通高级中学。前身为教会学校礼贤书院。
学校设有宗倬章奖学金、韩嘉邦奖学金及国人集团奖学金等三项奖学金。

## 歷史

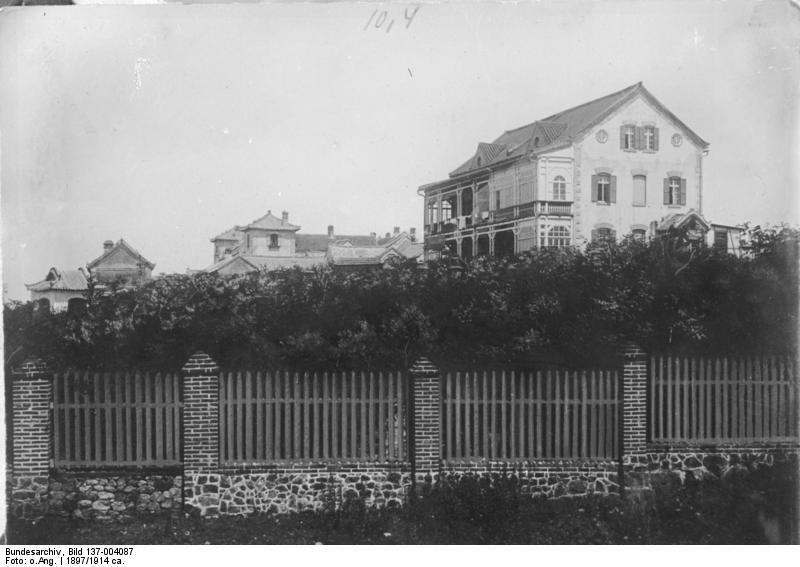
礼贤书院老照片，右侧为魏玛传教会住宅（卫礼贤故居），左侧为礼贤书院教学楼

光绪二十六年（1900年）由德国、瑞士同善会出资，德国基督教同善会传教士尉礼贤（Richard Wilhelm）创办礼贤书院。初址在今胶州路。尉礼贤任监督。设德语、汉语等课程。
光绪二十九年（1903年）移址上海路，1919年改为礼贤甲种商业学校。1920年尉礼贤回国后，由前清学部大臣劳乃宣继任监督。1923年改称私立礼贤中学，并改回普通中学。1952年改称山东省青岛第九中学。
1953年，青岛九中高级工程科独立，成立青岛建筑工程学校（现青岛理工大学）。1978年，山东省教育厅确定青岛九中为首批省重点中学。
自1992年起，北京外国语大学、北京语言大学、北京第二外国语大学、浙江大学、山东大学、中国传媒大学、大连外国语大学、西安外国语大学、四川外国语大学等十几所院校陆续把学校作为小语种提前招生录取的基地，学校还与日本关西语言学院联合开设日语班，由日籍教师授课，在学习英语的同时加学日语。日语班学生毕业后可由学校推荐去日本留学，目前已先后有近150余名毕业生去日留学。
学校在外语教学上常年聘请英、日外教上课。2002年，成为北京师范大学在山东省内唯一的外语教学实验学校。
自2004年学校成为青岛市招收初中优秀毕业生直升资格的学校。
2005年，青岛九中被评为山东省规范化学校。2008年，青岛第十一中学并入青岛九中。
2017年，青岛九中新校区建成并投入使用。

## 校区及校园建筑

### 北校区（老校区）

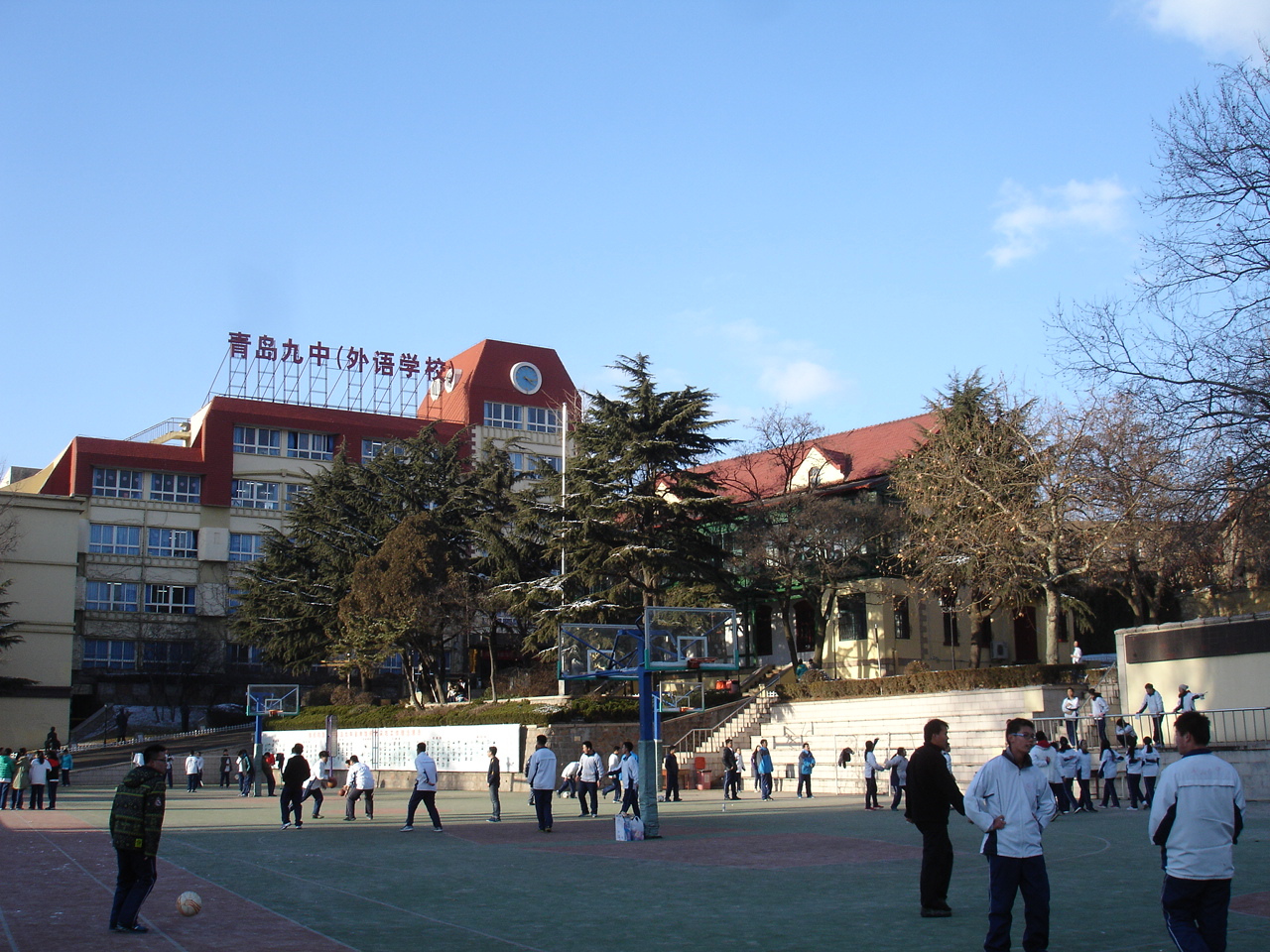
青岛九中老校区，左侧为丁香楼

青岛九中北校区位于市北区上海路7号，为该校自1903年迁至教会山（Missionshügel）以来一直在使用的老校区。2016年年底，九中高中部迁入黄岛新校区。

#### 魏玛传教会住宅旧址（礼贤楼）
魏玛传教会（Weimarer Mission，全称Allgemeine Evangelisch-Protestantisches Missionsverein，简称AEPM，中文译为同善会）住宅旧址建成于1900年2月，由毛利公司（Baufirma F.X.Mauerer）承建，为包括卫礼贤在内的魏玛传教会传教士的住宅楼，有中式风格的会客厅及花园。该楼后来成为礼贤中学的教学楼之一。2004年该楼翻修。现为青岛九中北校区礼贤楼校史馆。

#### 礼贤书院教学楼
礼贤书院教学楼为一个中式建筑群，位于魏玛传教会住宅西北侧，建于1903年，1988年拆除。

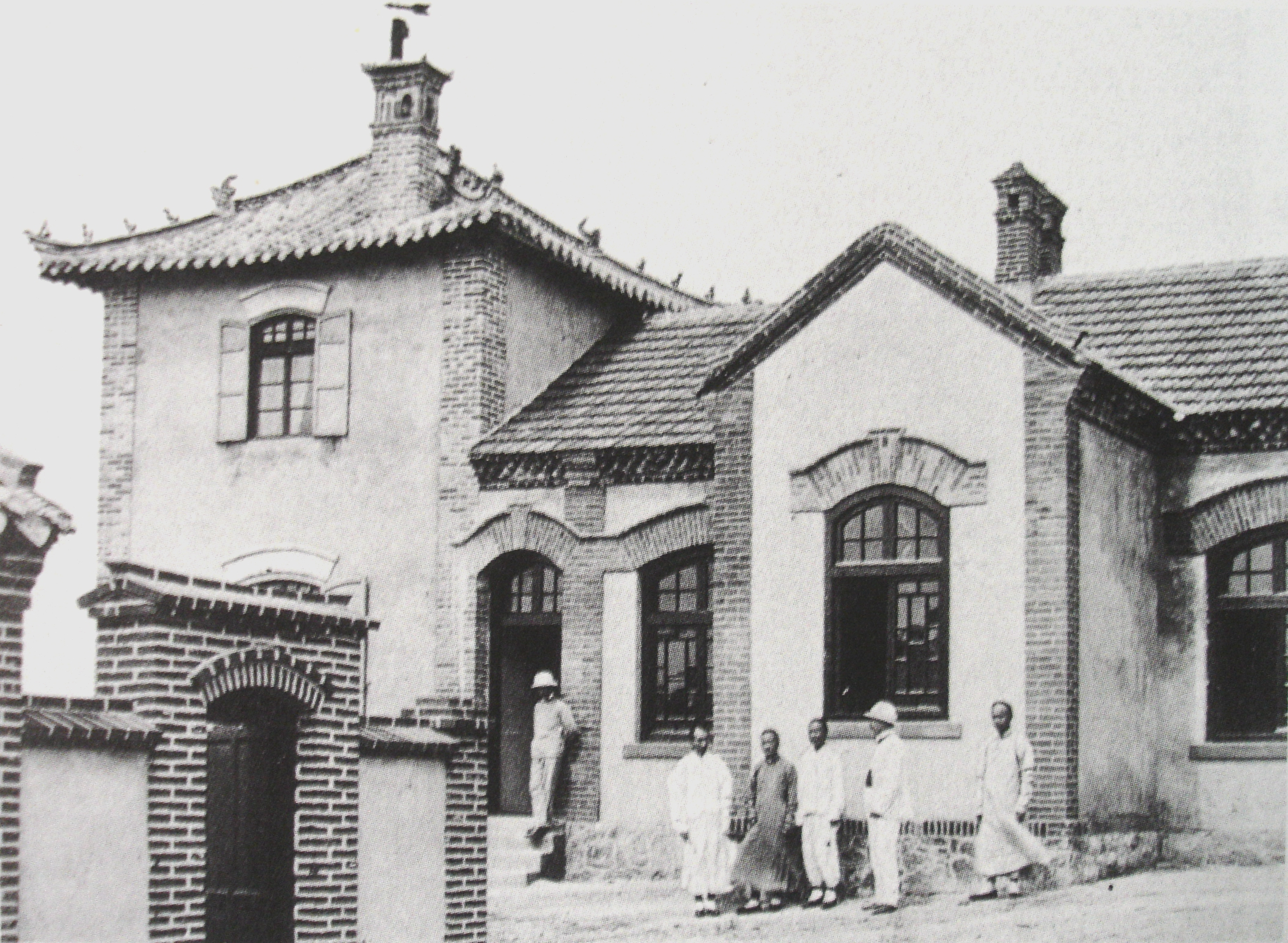
礼贤书院中式教学楼
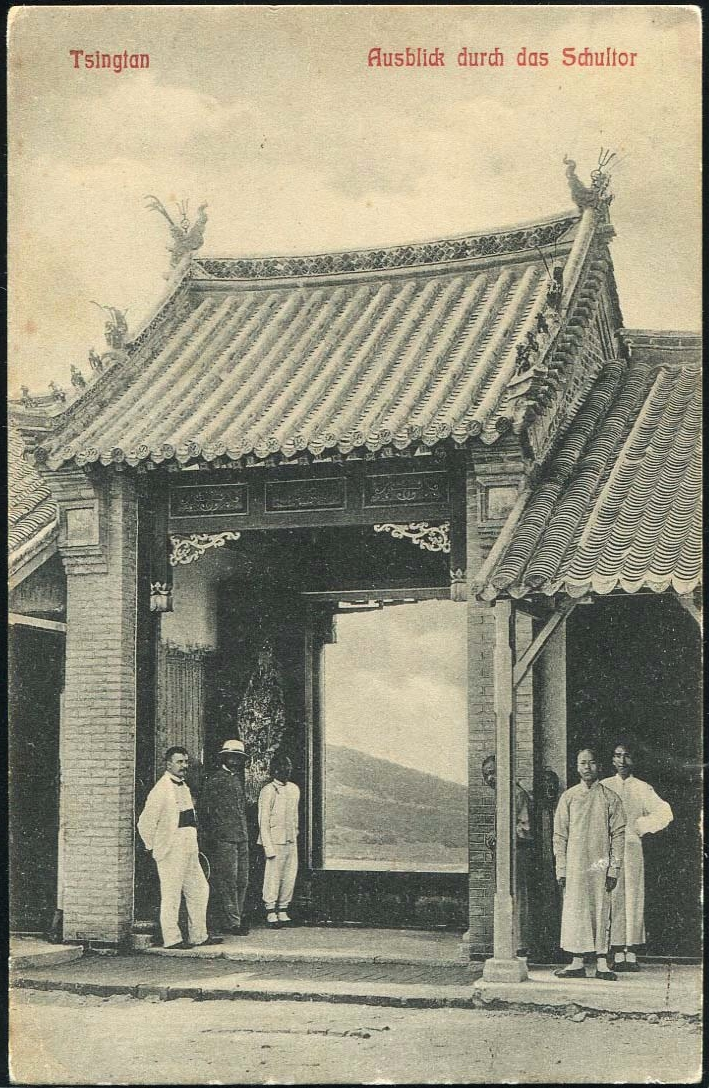
礼贤书院教学楼大门

#### 尊孔文社藏书楼

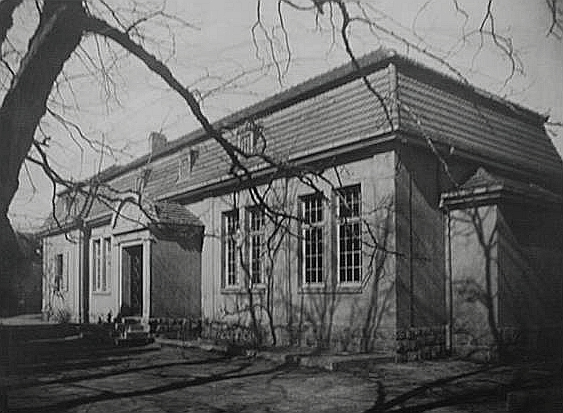
尊孔文社藏书楼

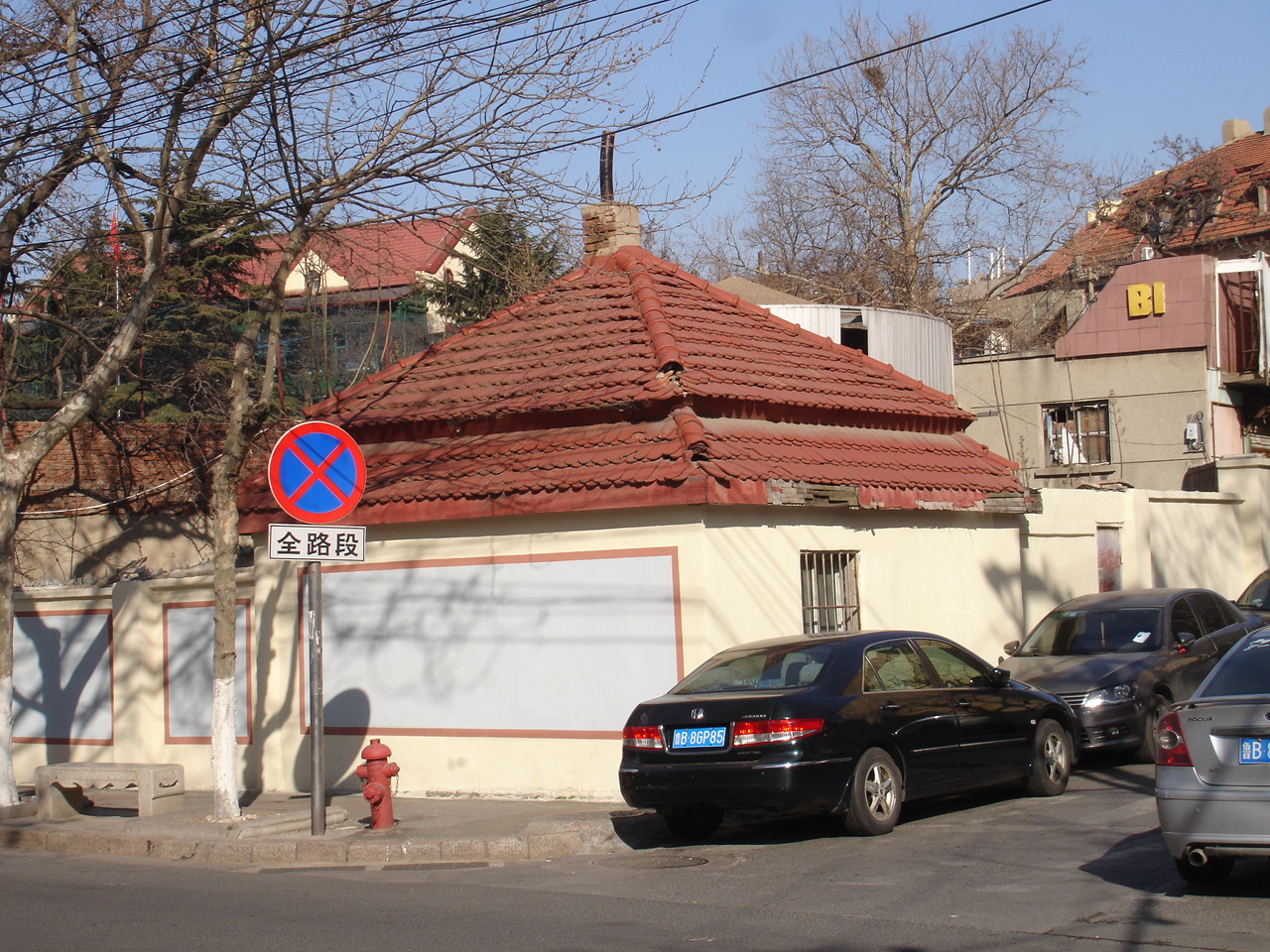
仅存的附楼，摄于2015年

尊孔文社为卫礼贤与劳乃宣创办的社团组织，其藏书楼建于1914年，由建筑师李希德（P.F.Richter）设计，位于魏玛传教会住宅南侧，今上海路城阳路路口处。藏书楼竣工后，劳乃宣作《青岛尊孔文社藏书楼记》，卫礼贤将其封于铁盒内，埋于墙基下。1925年藏书楼已有藏书1万2千余册。1949年后该建筑改为九中礼堂。2001年校方在该建筑已列入历史优秀建筑名单的情况下，以扩建篮球场为由，将其拆除，仅存街角附楼一座。此后该楼原址位于街角的一部分（包括仅存的附楼）成为市北区人防办的地产。2016年8月，市北区人防办将附楼拆除，以建设办公楼。

#### 白果楼
白果楼建于原礼贤书院教学楼的原址上，位于丁香楼西侧并与其相连接，为学校教学楼，因楼旁一白果树得名。

#### 丁香楼
丁香楼建于原礼贤书院教学楼的原址上，位于礼贤楼北侧，2016年高中部迁址前该楼为高一、高二级部教学楼。

#### 逸夫楼
逸夫楼位于丁香楼北侧，并与其相连接，建于80年代末，2016年高中部迁址前该楼为实验室及教师办公室所在地。

#### 图书楼
图书楼位于逸夫楼东侧，地下室为学校食堂，一楼、二楼为学校图书馆及大会议室。该楼南侧一面墙壁上有王大珩所书校训“见贤思齐”四字。

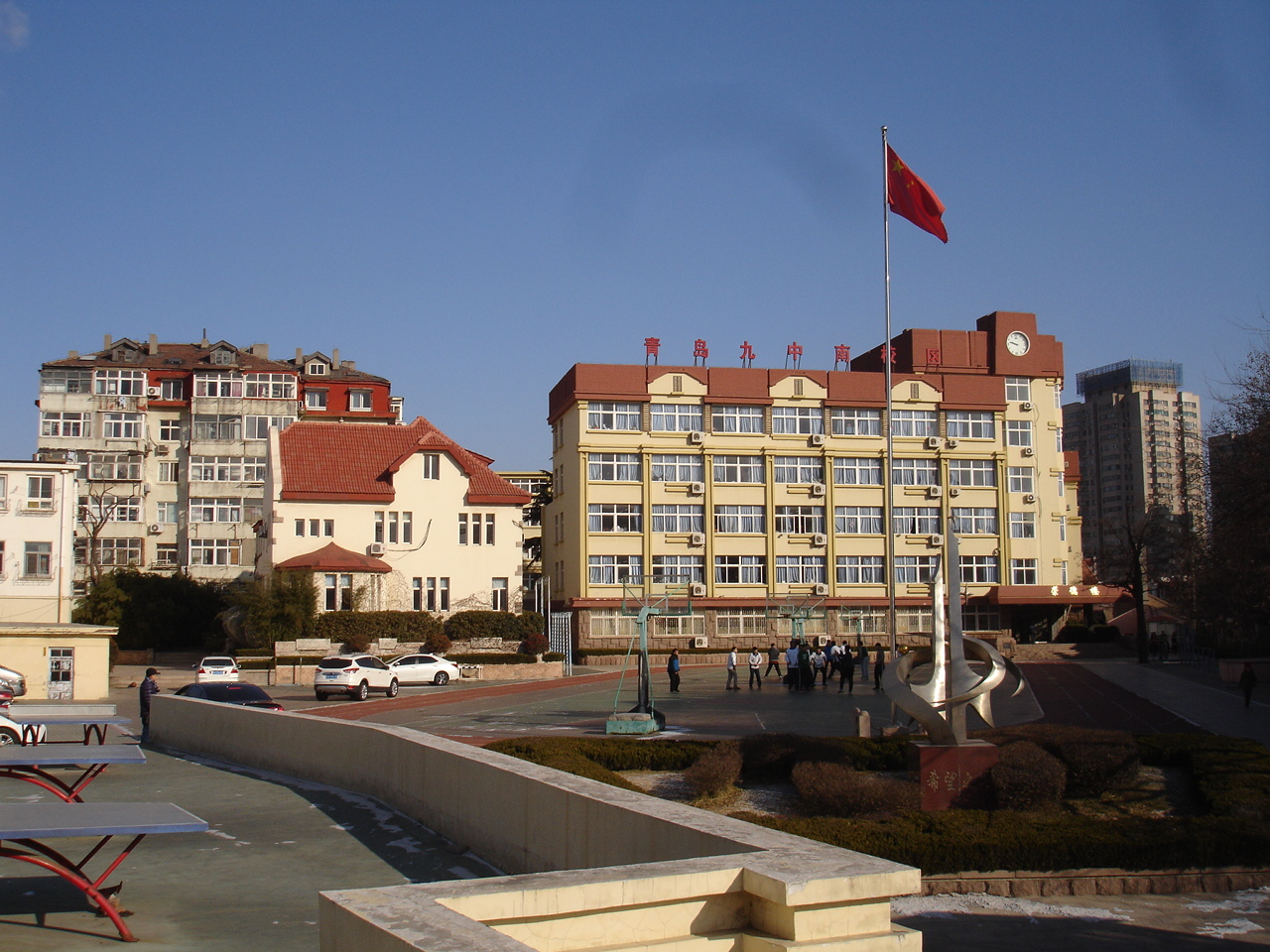
南校区，原十一中

### 南校区
青岛九中南校区原为青岛第十一中学（原崇德中学）、青岛职业女子中专（原文德女中、青岛八中）的校舍，位于北校区南侧不远处。其南门，即原十一中校门，位于阳信路2号；北门，即原八中校门，位于济阳路8号。1998年青岛女专并入青岛十一中，2008年青岛十一中并入青岛九中。2016年九中高中部迁址前，南校区为高三级部、九中国际部及九中学生宿舍的所在地。

### 黄岛校区
青岛九中黄岛校区位于七星河路551号，紧邻中德生态园，于2016年夏天竣工，2016年末高中部自老校搬迁至此。新校区占地11万平方米，投资近10亿元。2017年，青岛九中新校区成为青岛市第一个获得“鲁班奖”的高中学校。高中部搬迁后，原南北校区全部划给同济大学青岛礼贤附属初级中学（原青岛第三十七中学）。

距离学校正门由近至远的教学楼，分别为白果楼，丁香楼与金桂楼。当前，白果楼为高一教学楼，丁香楼为高二教学楼，金桂楼为高三教学楼。

## 校友
- 王大珩：中国科学院院士、中国工程院院士、“两弹一星”功勋
- 林宗棠：原航空航天部部长
- 逄先知：中央文献研究室主任
- 曲钦岳：中国科学院院士
- 陈秉聪：中国工程院院士
- 高从堦：中国工程院院士
- 谢立信：中国工程院院士
- 李永金：北京军区副司令兼北京军区空军司令
- 王献唐：金石学家，民国时山东图书馆馆长
- 刘铨法：青岛建筑工程师，世界红卍字会青岛分会旧址的设计者之一，曾义务担任礼贤中学校长20多年
- 张政烺：古文字学家、甲骨文金文学家、历史学家、文献学家。北京大学历史系教授
- 阚福林：国家田径管理中心总教练
- 杨军：青岛市政协主席、党组书记
- 高小岩：书法家
- 纪宇：诗人
- 卜祥志：国际象棋大师
- 崔嵬：电影演员
- 康生：原中共中央副主席